# Sortowanie przez wybieranie
Sortowanie przez wybieranie – jedna z prostszych metod sortowania o złożoności O(n2). Polega na wyszukaniu elementu mającego się znaleźć na żądanej pozycji i zamianie miejscami z tym, który jest tam obecnie. Operacja jest wykonywana dla wszystkich indeksów sortowanej tablicy.
Algorytm przedstawia się następująco:
1. wyszukaj minimalną wartość z tablicy spośród elementów od i do końca tablicy
2. zamień wartość minimalną, z elementem na pozycji i

Gdy zamiast wartości minimalnej wybierana będzie maksymalna, wówczas tablica będzie posortowana od największego do najmniejszego elementu.
Algorytm jest niestabilny.
Przykładowa lista to: [2a,2b,1] → [1,2b,2a] (gdzie 2b=2a)

## Przykład
Posortowana zostanie tablica 8-elementowa [9,1,6,8,4,3,2,0]. W tablicy pogrubione zostaną te elementy wśród których wyszukuje się wartość minimalną.
| element tablicy (wartość i) | tablica           | wartość najmniejszego elementu tablicy (z części nieposortowanej) |
| --------------------------- | ----------------- | ----------------------------------------------------------------- |
| 0                           | [9,1,6,8,4,3,2,0] | 0                                                                 |
| 1                           | [0,1,6,8,4,3,2,9] | 1 (element znajduje się na właściwej pozycji)                     |
| 2                           | [0,1,6,8,4,3,2,9] | 2                                                                 |
| 3                           | [0,1,2,8,4,3,6,9] | 3                                                                 |
| 4                           | [0,1,2,3,4,8,6,9] | 4 (element znajduje się na właściwej pozycji)                     |
| 5                           | [0,1,2,3,4,8,6,9] | 6                                                                 |
| 6                           | [0,1,2,3,4,6,8,9] | 8 (element znajduje się na właściwej pozycji)                     |

Algorytm można nieco przyspieszyć, gdy tablica jest wypełniana z obu końców, tj. wyszukiwane jest równocześnie minimum i maksimum.

## Implementacja
Sortowanie przez wybieranie w C++:
- przez wyszukiwanie największego składnika:

```
 
int
 
Max_element_indeks
(
int
 
n
)

   
{

     
int
 
max
 
=
 
0
;

     
for
 
(
int
 
i
 
=
 
1
;
 
i
 
<
 
n
;
 
i
++
)

       
if
 
(
t
[
i
]
 
>
 
t
[
max
])

         
max
 
=
 
i
;

     
return
 
max
;

   
}

  
void
 
Selection_sort
(
int
 
n
)

  
{

    
for
 
(
int
 
i
 
=
 
n
;
 
i
 
>=
 
2
;
 
i
--
)

    
{

      
int
 
max
 
=
 
Max_element_indeks
(
i
);

      
if
 
(
max
 
!=
 
i
 
-
 
1
)

        
swap
(
t
[
i
 
-
 
1
],
 
t
[
max
]);

    
}

  
}

```

```
template
<
typename
 
It
>

void
 
selection_sort
(
It
 
begin
,
 
It
 
end
)

{

  
for
 
(;
 
begin
 
!=
 
end
;
 
++
begin
)

    
std
::
iter_swap
(
begin
,
 
std
::
min_element
(
begin
,
 
end
));

}

```

- przez wyszukiwanie najmniejszego składnika:

```
#include
 
<cstdlib>

#include
 
<iostream>

#include
 
<ctime>

using
 
namespace
 
std
;

void
 
selection_sort
(
int
 
n
,
 
int
 
t
[]);

int
 
main
(
void
)

{

   
int
 
tab
[
20
];

   
srand
(
time
(
NULL
));

   
for
(
int
 
i
=
0
;
 
i
<
20
;
 
i
++
)
 
{

      
tab
[
i
]
 
=
 
rand
()
%
100
;

      
cout
 
<<
 
tab
[
i
]
 
<<
 
" "
;

   
}

   
cout
 
<<
 
endl
;

   
selection_sort
(
20
,
 
tab
);

   
for
(
int
 
i
=
0
;
 
i
<
20
;
 
i
++
)
 
cout
 
<<
 
tab
[
i
]
 
<<
 
" "
;

   
cout
 
<<
 
endl
;

   
return
 
0
;

}

void
 
selection_sort
(
int
 
n
,
 
int
 
t
[])

{

   
int
 
i
,
 
j
,
 
k
;

   
for
(
i
=
0
;
 
i
<
n
;
 
i
++
)
 
{

      
k
=
i
;

      
for
(
j
=
i
+
1
;
 
j
<
n
;
 
j
++
)
 
if
(
t
[
j
]
<
t
[
k
])
 
k
=
j
;

      
swap
(
t
[
k
],
 
t
[
i
]);

   
}

}

```

Sortowanie przez wybieranie w ruby
```
#!/usr/bin/ruby

# sortowanie przez wybor

def
 
wsort
(
list
)

	
for
 
i
 
in
 
0
...
(
list
.
size
 
-
 
1
)

		
min
 
=
 
i

		
for
 
j
 
in
 
(
i
+
1
)
...
(
list
.
size
)

			
if
 
list
[
j
]
 
<=
 
list
[
min
]

				
min
 
=
 
j

			
end

		
list
[
i
]
,
 
list
[
min
]
 
=
 
list
[
min
]
,
 
list
[
i
]

		
end

	
end

	
return
 
list

end

list
 
=
 
[]

puts
 
"podaj dane do posortowania CTRL-D - koniec"

while
 
line
 
=
 
$stdin
.
gets

  
list
 
<<
 
line
.
to_i

end

puts
 
"Dane posortowane"

puts
 
wsort
(
list
)

```

Sortowanie przez wybieranie w PHP
```
<?php

function
 
selection_sort
(
$tab
)

{

	
$n
 
=
 
count
(
$tab
);

	
for
(
$j
=
0
;
 
$j
<
$n
-
1
;
 
$j
++
)

	
{

		
$pmin
 
=
 
$j
;

		
for
(
$i
=
$j
+
1
;
 
$i
<
$n
;
 
$i
++
)

		
{

			
if
(
$tab
[
$i
]
 
<
 
$tab
[
$pmin
])

			
{

				
$pmin
 
=
 
$i
;

			
}

		
}

		
$x
 
=
 
$tab
[
$pmin
];

		
$tab
[
$pmin
]
 
=
 
$tab
[
$j
];

		
$tab
[
$j
]
 
=
 
$x
;

	
}

	
return
 
$tab
;

}

// generujemy tablicę 30 liczb do posortowania

$arr
 
=
 
array
();

for
(
$i
=
1
;
 
$i
<=
30
;
 
$i
++
)

{

	
$arr
[]
 
=
 
rand
(
10
,
99
);
 
// zapełniamy tablicę liczbami dwucyfrowymi

}

// drukujemy wygenerowaną tablicę

echo
 
"Przed sortowaniem:<br />"
;

foreach
(
$arr
 
as
 
$k
)

{

	
echo
 
$k
.
 
" "
;

}

// drukujemy posortowaną tablicę

echo
 
"<br /><br />Po sortowaniu:<br />"
;

$sort
 
=
 
selection_sort
(
$arr
);

foreach
(
$sort
 
as
 
$k
)

{

	
echo
 
$k
.
 
" "
;

}

?>

```

Sortowanie przez wybieranie w Javascript
```
/**

 * Prototyp dla tablicy zamieniający kolejność dwóch indeksów tej tablicy

 * @param x

 * @param y

 * @returns {Array}

 */

Array
.
prototype
.
swap
 
=
 
function
 
(
x
,
 
y
)
 
{

    
var
 
b
 
=
 
this
[
x
];

    
this
[
x
]
 
=
 
this
[
y
];

    
this
[
y
]
 
=
 
b
;

    
return
 
this
;

};

/**

 *  Funkcja wypełniająca tablice losowymi liczbami

 * @param array

 */

function
 
fillArray
(
array
)
 
{

    
for
 
(
var
 
i
 
=
 
0
;
 
i
 
<
 
30
;
 
i
++
)
 
{

        
var
 
randomNumber
 
=
 
Math
.
floor
(
Math
.
random
()
 
*
 
30
)
 
+
 
1
;
 
// "+ 1" aby losowało z zakresu <1, 30>

        
array
.
push
(
randomNumber
);

    
}

}

/**

 * Funkcja sortowania przez wybieranie

 * @param array

 */

function
 
selectionSort
(
array
)
 
{

    
for
 
(
var
 
i
 
=
 
0
;
 
i
 
<
 
array
.
length
 
-
 
1
;
 
i
++
)
 
{

        
var
 
min
 
=
 
i
;

        
for
 
(
var
 
j
 
=
 
i
 
+
 
1
;
 
j
 
<
 
array
.
length
;
 
j
++
)
 
{

            
if
 
(
array
[
j
]
 
<
 
array
[
min
])
 
{

                
min
 
=
 
j
;

            
}

        
}

        
if
 
(
min
 
!==
 
i
)
 
{

            
array
.
swap
(
i
,
 
min
);

        
}

    
}

}

```